# Liste der denkmalgeschützten Objekte in Siegendorf
Die Liste der denkmalgeschützten Objekte in Siegendorf enthält die 13 denkmalgeschützten, unbeweglichen Objekte der Gemeinde Siegendorf.

## Denkmäler
| Foto |                 | Denkmal                                                                                         | Standort                                                   | Beschreibung | Metadaten |
| ---- | --------------- | ----------------------------------------------------------------------------------------------- | ---------------------------------------------------------- | --- | --- |
| ja   | Datei hochladen | Rochuskapelle HERIS-ID: 30329 Objekt-ID: 27072                                                  | Angergasse Standort KG: Siegendorf                         | Die Rochuskapelle in den Weinbergen südöstlich der Gemeinde ist ein kleiner quadratischer Bau mit einem Kreuz auf dem steinernen Zeltdach und Türmchen an den Ecken. Sie wurde 1732 erstmals urkundlich erwähnt. | BDA-Hist.: Q37932841 Status: § 2a Stand der BDA-Liste: 2025-06-30 Name: Rochuskapelle GstNr.: 907 Rochuskapelle, Siegendorf                                                                    |
| ja   | Datei hochladen | Bildstock, Ecce Homo HERIS-ID: 30237 Objekt-ID: 26971                                           | Ecke Angergasse/Hutweidgasse Standort KG: Siegendorf       | Der 1692 errichtete Pfeiler mit reliefierten Leidenswerkzeugen steht südöstlich der Pfarrkirche. | BDA-Hist.: Q37932028 Status: § 2a Stand der BDA-Liste: 2025-06-30 Name: Bildstock, Ecce Homo GstNr.: 389/1 Ecce homo, Siegendorf                                                               |
| ja   | Datei hochladen | Pest-/Dreifaltigkeitssäule HERIS-ID: 30239 Objekt-ID: 26973                                     | bei Eisenstädter Straße 1 Standort KG: Siegendorf          | Die Dreifaltigkeitssäule steht am westlichen Ortsrand. Eine korinthische Säule trägt einen Gnadenstuhl aus der 1. Hälfte des 18. Jahrhunderts. | BDA-Hist.: Q37932060 Status: § 2a Stand der BDA-Liste: 2025-06-30 Name: Pest-/Dreifaltigkeitssäule GstNr.: 1921/2                                                                              |
| ja   | Datei hochladen | Arbeiter-/Angestelltenwohnhaus, sog. Professionistenwohnhäuser HERIS-ID: 30209 Objekt-ID: 26942 | GZO-Dienstleistungszentrum 1, 2, 3 Standort KG: Siegendorf | Es handelt sich um drei Häuser für qualifizierte Arbeiter mit zwei Typen von Wohnungen, die um 1910 erbaut wurden. | BDA-Hist.: Q37931702 Status: Bescheid Stand der BDA-Liste: 2025-06-30 Name: Arbeiter-/Angestelltenwohnhaus, sog. Professionistenwohnhäuser GstNr.: 1600/1 Professionistenwohnhäuser Siegendorf |
| ja   | Datei hochladen | Ehem. Zuckerfabrik HERIS-ID: 30141 Objekt-ID: 26872                                             | GZO-Fabriksgelände 8, 17, 20, 21 Standort KG: Siegendorf   | Die Zuckerfabrik Siegendorf wurde 1852 gegründet, ein Ausbau erfolgte Ende der 1870er-Jahre und wieder um 1910. Von der ursprünglich weitläufigen Anlage sind nur noch einige, allerdings auffällige Gebäude erhalten. Die markantesten Strukturen sind neben dem noch erhaltenen Schornstein das 1878 entstandene Rohzuckermagazin mit dem Uhren-Dachreiter und das vermutlich um 1910 entstandene Zucker-Etagenmagazin, die mit einem Gang über die Straße verbunden sind. Daneben sind noch Teile des in mehreren Phasen erbauten Hauptgebäudes, das Portiersgebäude und ein weiteres Magazin aus der Zwischenkriegszeit auf dem Gelände erhalten. | BDA-Hist.: Q37930918 Status: Bescheid Stand der BDA-Liste: 2025-06-30 Name: Ehem. Zuckerfabrik GstNr.: 1574, 1575, 1588/2 Zuckerfabrik Siegendorf                                              |
| ja   | Datei hochladen | Johann–Nepomuk-Kapelle HERIS-ID: 30331 Objekt-ID: 27074                                         | Hauptstraße/Berggasse Standort KG: Siegendorf              | Die Johann-Nepomuk-Kapelle im Ortszentrum ist ein quadratischer Bau mit einem Rundgiebel. Eine Inschrift nennt 1745 als Jahr, in dem sie erbaut wurde. | BDA-Hist.: Q37932877 Status: § 2a Stand der BDA-Liste: 2025-06-30 Name: Johann Nepomuk-Kapelle GstNr.: 282/1                                                                                   |
| ja   | Datei hochladen | Bildstock, hl. Josef HERIS-ID: 30236 Objekt-ID: 26970                                           | Haydnplatz Standort KG: Siegendorf                         | | BDA-Hist.: Q37932014 Status: § 2a Stand der BDA-Liste: 2025-06-30 Name: Bildstock, hl. Josef GstNr.: 445                                                                                       |
| ja   | Datei hochladen | Figurenbildstock, Anna-Pfeiler HERIS-ID: 30328 Objekt-ID: 27071                                 | Kirchengasse 20, bei Standort KG: Siegendorf               | Der Tabernakelpfeiler in der Kirchengasse trägt eine Darstellung der hl. Anna mit Engeln. Die älteste Inschrift stammt aus dem Jahr 1670. | BDA-Hist.: Q37932821 Status: § 2a Stand der BDA-Liste: 2025-06-30 Name: Figurenbildstock, Anna-Pfeiler GstNr.: 344/1                                                                           |
| ja   | Datei hochladen | Pfarrhof HERIS-ID: 30139 Objekt-ID: 26870                                                       | Kirchengasse 17 Standort KG: Siegendorf                    | | BDA-Hist.: Q37930884 Status: § 2a Stand der BDA-Liste: 2025-06-30 Name: Pfarrhof GstNr.: 384                                                                                                   |
| ja   | Datei hochladen | Kath. Pfarrkirche zu Allen Heiligen HERIS-ID: 30137 Objekt-ID: 26868                            | Kirchengasse 22 Standort KG: Siegendorf                    | Die katholische Pfarrkirche steht südöstlich über der Gemeinde im alten Kirchhof. Sie ist ein stilistisch einheitlicher Barockbau des 17. Jahrhunderts mit langem Schiff und eingezogenem Chor. Im Westen ist ein hoher Turm mit achtseitigem Pyramidenhelm und darunter umlaufendem Balkon vorgestellt. Hochaltar und Seitenaltäre stammen vom Anfang des 18. Jahrhunderts | BDA-Hist.: Q27307759 Status: § 2a Stand der BDA-Liste: 2025-06-30 Name: Kath. Pfarrkirche zu Allen Heiligen GstNr.: 385/2 Pfarrkirche zu Allerheiligen, Siegendorf                             |
| ja   | Datei hochladen | Kruzifix/Kreuz HERIS-ID: 30238 Objekt-ID: 26972                                                 | Kirchengasse 22, bei Standort KG: Siegendorf               | Das Steinkreuz ist mit 1626 bezeichnet und wurde später vor die Kirchenstiege versetzt. | BDA-Hist.: Q37932047 Status: § 2a Stand der BDA-Liste: 2025-06-30 Name: Kruzifix/Kreuz GstNr.: 344/1                                                                                           |
| ja   | Datei hochladen | Burg, sog. Kastell HERIS-ID: 30140 Objekt-ID: 26871                                             | Rathausplatz 2 Standort KG: Siegendorf                     | Das Kastell neben dem Rathaus ist ein zweiflügeliger Bau des 16. Jahrhunderts mit Rundtürmen. Vermutlich war es ursprünglich eine Wasserburg. Nach der Restaurierung im Jahr 1975 wurde es als Wasserburg ausgebaut. | BDA-Hist.: Q37930899 Status: § 2a Stand der BDA-Liste: 2025-06-30 Name: Burg, sog. Kastell GstNr.: 132/2 Burg Siegendorf                                                                       |
| ja   | Datei hochladen | Urbankapelle HERIS-ID: 30330 Objekt-ID: 27073                                                   | Standort KG: Siegendorf                                    | Die Urbankapelle in den Weinbergen südlich der Gemeinde ist ein kleiner Bau mit zweifach geschweiftem Rundgiebel. Sie wurde im Jahr 1734 gestiftet. | BDA-Hist.: Q37932859 Status: § 2a Stand der BDA-Liste: 2025-06-30 Name: Urbankapelle GstNr.: 1515 Urbankapelle Siegendorf                                                                      |